# نسخه پزشک

سمبل RX در نسخه‌نویسی پزشکی

نسخهٔ پزشک دستوراتی است که پزشک برای بهبود وضع بیمار (تشخیص، درمان یا توانبخشی) بر برگی از کاغذ می‌نویسد. در نسخه مطالبی مانندداروهای موردنیاز، نحوه مصرف، کارهایی که بیمار باید انجام دهد نوشته شده‌ است. همچنین نسخه ممکن است دارای درخواست آزمایش، انجام تصویربرداری مانند رادیوگرافی، سونوگرافی و سی تی اسکن، انجام اسکن با مواد نشاندار مانند تالیم، درخواست الکتروکاردیوگرافی و الکتروانسفالوگرافی، مشاوره فیزیوتراپی، رژیم غذایی باشد.
نسخه‌ها بسته به نوع بیماری متفاوت هستند. از نظر حقوقی (مقررات سازمان نظام پزشکی) نسخه باید حاوی تاریخ، نام بیمار، نام، تخصص، شماره نظام و امضای پزشک معالج باشد. بر اساس ضوابط سازمانهای بیمه‌گر نسخه پزشک باید حاوی آدرس مطب هم باشد.

## نگارش نسخه
معمولاً نسخه در ایران به زبان انگلیسی نوشته می‌شود. به منظور افتراق نسخه‌های دارویی از سایر دستور پزشکی (مانند درخواست آزمایش)، بسیاری از پزشکان، نسخه‌نویسی را با درج علامت RX در سمت چپ قسمت بالای نسخه آغاز می‌کنند. این علامت که از ادغام دو حرف لاتین R و X حاصل شده به معنی «Recipe» یا «نسخه» است. منشأ این سمبل احتمالاً Eye of Horus در مصر باستان یا نشانی از ژوپیتر ـ خدای سلامتی در روم باستان ـ یا زئوس (خدای یونانیان) است. همچنین وجود این نشانه بر روی جعبه دارو به این معنی است که فروش این دارو بدون نسخه پزشک ممنوع است. ممکن است نسخه حاوی دستور داروی ساختنی باشد که توسط داروخانه ساخته می‌شود.
از ابتدای دیماه 1400 در ایران، نسخ پزشکی به صورت کاملا الکترونیک می باشد. دکتر محمدحسین صفاری ، مدیرکل بیمه سلامت استان اصفهان در گفتگو با خبرگزاری فارس ، در خصوص اجرای طرح نسخه الکترونیک در کشور گفت: سازمان بیمه سلامت همگام با حرکت نظام‌های جهانی سلامت به سمت الکترونیک و تحقق دولت الکترونیک تمام توان خود را جهت استقرار سازمان الکترونیک سلامت متمرکز نموده و از دی ماه سال 1400، ۱۰۰ درصد نسخه های این سازمان به صورت الکترونیک پذیرش و رسیدگی می‌شود.